# سوني جواداراما
سوني جواداراما (بالإنجليزية: Sonny Guadarrama؛ بالإسبانية: Sonny Guadarrama) هو لاعب كرة قدم مكسيكي وأمريكي في مركز الوسط، ولد في 27 مارس 1987 في أوستن في الولايات المتحدة. لعب مع اوستين بولد وسانتوس لاغونا ونادي أتلانتي ونادي نيكاكسا.

## وصلات خارجية
- سوني جواداراما على موقع قاعدة بيانات كرة القدم.إي يو (الإنجليزية)
- سوني جواداراما على موقع Soccerway.com (الإنجليزية)
- سوني جواداراما على موقع AS.com (الإسبانية)